# La Portada

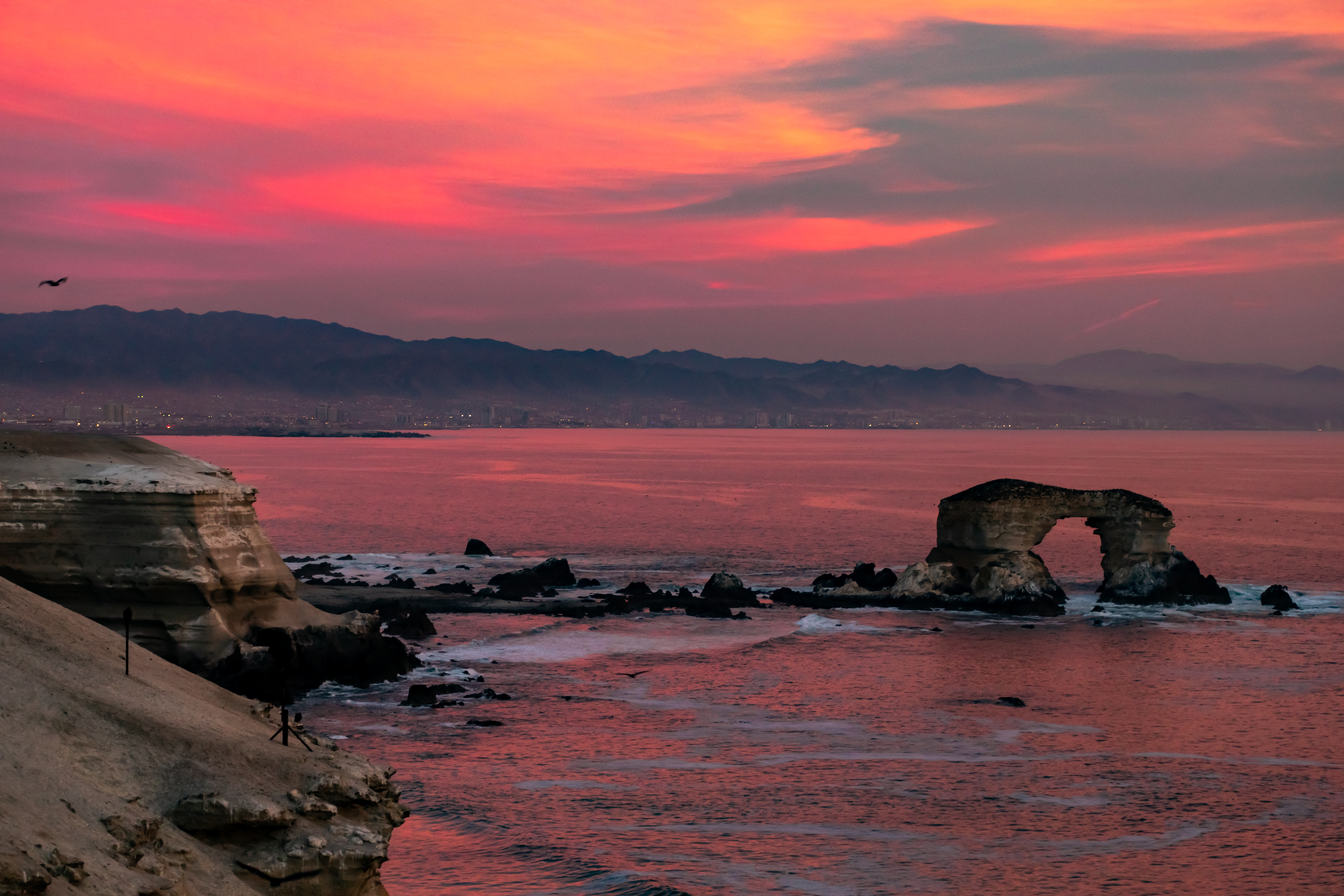
La Portada. Juillet 2018.

La Portada (en espagnol : la Porte) est une arche naturelle sur la côte du Chili, à 18 km au nord d'Antofagasta.

## Description
L'arche de la Portada  est haute de 43 m de haut, large de 23 m et longue de 70 m. Sa base est constituée d'andésite noire autour de laquelle sont arrangées des roches sédimentaires maritimes, une strate de grès jaune et des couches de coquilles fossiles datant de 2 à 35 millions d'années. Elle est entourée de falaises également érodées par l'action de l'océan ; elles atteignent la hauteur maximale de 52 m au-dessus de la mer.
La zone est classée monument naturel depuis 1990. L'aire protégée couvre 31,27 ha.On accède au monument à partir d'un parking puis d'un escalier qui mène à la plage. En suivant la plage en direction du sud on passe au pied des falaises, sous des arches de pierre, et on arrive finalement sur des rochers noirs qui font directement face au monument.

## Faune
La zone est un site d'observation de divers oiseaux (fou varié, sterne inca, cormoran de Bougainville, goéland dominicain, goéland gris, goéland siméon, pélican). Il est également possible d'observer des mammifères marins comme l'otarie à fourrure australe ou le dauphin commun à bec court.

## Accès
La Portada est située à 18 km au nord d'Antofagasta et peut être atteinte par la route 1 Antofagasta-Tocopilla, puis au 20e kilomètre prendre la B-446 vers l'ouest.
Le monument est proche de l'aéroport international Cerro Moreno et de la réserve nationale La Chimba.